# Pfarrkirche St. Mauritius (Hausach)

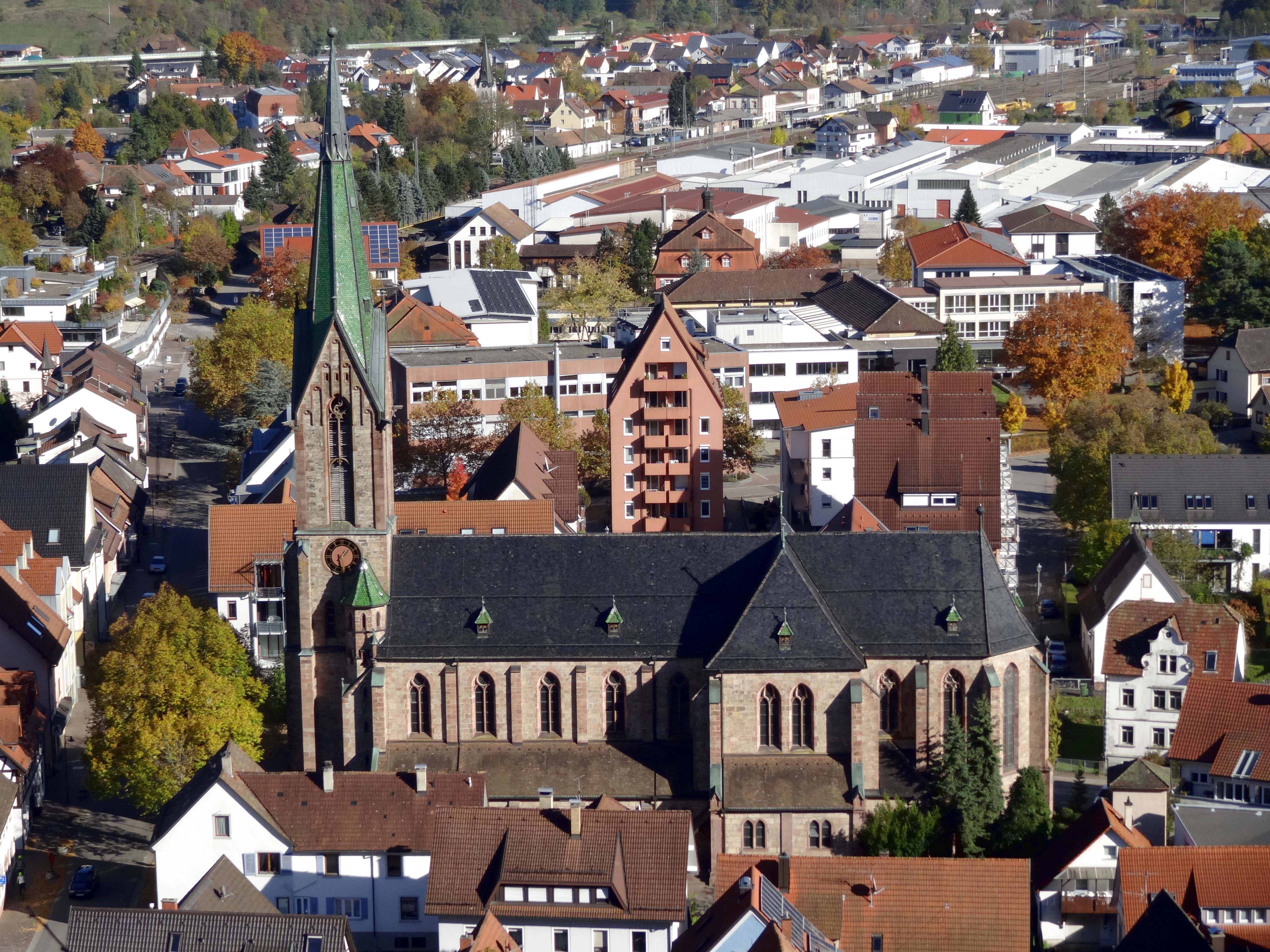
Pfarrkirche St. Mauritius in Hausach

Die römisch-katholische Pfarrkirche St. Mauritius steht in der Kleinstadt Hausach im Ortenaukreis in Baden-Württemberg. Die Kirchengemeinde gehört seit der Dekanatsreform am 1. Januar 2008 zum Dekanat Offenburg-Kinzigtal im Erzbistum Freiburg und zudem zur Seelsorgeeinheit Hausach-Hornberg. Das Bauwerk ist beim Landesamt für Denkmalpflege Baden-Württemberg als Baudenkmal eingetragen.

## Beschreibung
Bis zur Fertigstellung der neuen Stadtpfarrkirche hatte die mittelalterliche Dorfkirche als Pfarrkirche gedient. Die neugotische Hallenkirche wurde 1896 nach einem Entwurf von Max Meckel aus Quadermauerwerk aus rotem Sandstein errichtet, deren Wände von Strebepfeilern gestützt werden. Sie besteht aus einem Langhaus mit einem Mittelschiff und zwei Seitenschiffen, einem eingezogenen, dreiseitig geschlossenen Chor vor dem Mittelschiff im Süden, dem dazwischen liegenden Querschiff, und einem Fassadenturm im Norden, dessen oberstes Geschoss die Turmuhr und den Glockenstuhl beherbergt, in dem vier Kirchenglocken der Glockengießerei Grüninger aus dem Jahr 1950 hängen. Darauf sitzt ein spitzer Helm. Die Orgel wurde 1978 von Claudius Winterhalter gebaut.